# The Accusing Hand
The Accusing Hand er en amerikansk stumfilm fra 1913 af Romaine Fielding.

## Medvirkende
- Romaine Fielding som Jack Sueder
- Mary Ryan som Beulah
- Robyn Adair som Bob O'Connor